# 북병영
북병영(北兵營)은 함경북도 경성에 위치하였던 조선시대의 함경북도병마절도사의 군영을 의미한다. 지휘관은 북병사(北兵使)인 종2품 함경북도병마수군절도사(咸鏡北道兵馬水軍節度使)이다.

## 연혁
- 1398년(태조 7년), 종4품 만호진(萬戶鎭) 설치
- 1400년(정종 2년), 종2품 함경도병마절도사영(咸鏡道兵馬節度使營)으로 승격
- 1467년(세조 13년), 함경북도병마영으로 개편 : 경성의 북병사, 북청(北靑)의 남병사로 분할
- 1883년(고종 21년), 안무영(按撫營)으로 개편 (북병사를 안무사 겸 병마수군절도사로 개칭)
- 1895년(고종 32년) 5월 26일, 폐지

## 북병영 건물
경성(鏡城) 소재 함경도 북병영에는 대표적으로 다음과 같은 같은 건물이 있었다.
- 제승당(制勝堂) : 종2품 병마수군절도사의 공식 업무 공간
- 내아(內衙) : 북병사 가족의 생활 공간
- 호소헌(虎嘯軒) : 북병사의 업무 공간
- 백화당(百化堂) : 비장(裨將)의 업무 공간
- 문루(門樓) : 북병영 정문[1]

### 북병영 인근 시설
- 경성부(鏡城府) : 경성 지역의 행정, 사법, 치안을 담당하는 종5품 경성판관(鏡城判官)의 관청 (북병영 동남쪽에 위치)
- 객사(客舍) : 각종 의례를 행하거나 경성을 방문한 관원의 숙박 용도로 사용되던 경성부의 건물 (북병영 동쪽에 위치)
- 향교(鄕校) : 경성부의 관립 교육기관 (북병영이 소재한 경성읍성 밖 서북쪽에 위치)[2]
- 정북사(靖北祠) : 일명 윤관묘(尹瓘廟). 고려의 윤관(尹瓘, ? ~ 1111년), 조선의 김종서(金宗瑞, 1383년 ~ 1453년)를 모신 사당 (경성읍성 서쪽에 위치)[3]

### 북병영 건물 활용
1896년(고종 33년)에 함경도가 함경남도와 함경북도로 분리되자 함경북도 관찰부가 경성의 북병영 자리에 위치하였으며, 제승당 건물이 함경북도 관찰부의 선화당(宣化堂)으로, 문루가 관북포정사(關北布政司)로 개칭되었다. 1910년 일제강점기 시작을 전후로 일본군 25여단 사령부가 위치하였으며, 함경북도 도청(道廳)은 북병영 바로 남쪽의 부지로 신축 이전되었다.

## 같이 보기
- 감영
- 남병영
- 선화당
- 포정문
- 경성군